# واين ا. مانينغ
واين ا. مانينغ (1899-2004) (بالإنجليزية: Wayne Eyer Manning)‏ هو عالم نبات أمريكي. وقد نشر أكثر من 40 منشورا كرست أساسا لدراسة نباتات الفصيلة الجوزية.